# Cap St. Francis (Terre-Neuve-et-Labrador)
Le Cap St. Francis (Autrefois, Cap St. Francois ) est le cap qui ouvre au Sud, la Baie de la Conception.
En 1697, un lieutenant de Pierre LeMoyne d'Iberville réussit à s'en emparer.